# Marcel de Jong
Marcel de Jong (nascut el 15 d'octubre del 1986) és un futbolista canadenc descendent de neerlandesos que actualment juga a l'FC Augsburg de la Bundesliga.

## Carrera de club
De Jong va jugar pel conjunt amateur del VV De Valk i es va unir a l'equip juvenil del PSV Eindhoven. Començà la seva carrera professional al Helmond Sport de l'Eerste Divisie i va fitxar pel Roda JC in the summer of 2006. Després de quatre anys amb el Roda JC, de Jong va signar un contracte amb el club alemany del FC Augsburg el 21 de maig del 2010. Marcel va marcar-hi el seu primer gol per l'Ausburg el 12 de setembre del 2010 contra VfL Bochum a la Ruhrstadion, ell va guanyar aquest partit fora de casa amb un 2 a 0 partit en el qual de Jong també fer una assistència de gol pel seu company d'equip Michael Thurk. De Jong va marcar el seu gol de la temporada diversos mesos després el 4 de febre del 2011 en una victòria 2 a 0 fora de casa contra el VfL Osnabrück. De Jong en la seva primera temporada contra l'Augsburg va ser titular a 24 partits de lliga i va ajudar a portar l'equip a quedar segon en la 2. Bundesliga assegurant-se la promoció automàtica per la primera divisió, acabant diversos punts darrere del Hertha BSC.

## Carrera internacional
En l'estiu del 2005, De Jong va jugar per la selecció nacional Sots-20 del Canadà al Campionat Mundial Juvenil FIFA del 2005 celebrat als Països Baixos. El 26 de setembre del 2007, just abans del seu aniversari número 21, de Jong va decidir jugar per l'equip nacional canadenc en comptes de la selecció nacional neerlandesa, amb el raonament que seria més probable que obtingués un lloc de titular en l'equip del Canadà que amb els Països Baixos.
Ell va fer el seu debut sènior Canadà en el novembre del 2007 en un partit amistós contra, Sud-àfrica. El desembre del 2009, ha tingut unes 13 convocatòries, i ha marcat 1 gol. Ell ha jugat per Canadà en quatre partits de qualificació de la FIFA World Cup.

### Gols internacionals
Els gols i resultats del Canadà van davant.
| # | Data                  | Lloc                             | Oponent    | Marcador | Resultat | Competició             |
| - | --------------------- | -------------------------------- | ---------- | -------- | -------- | ---------------------- |
| 1 | 10 de juliol del 2009 | FIU Stadium, Miami, Estats Units | Costa Rica | 2-1      | 2-2      | 2009 CONCACAF Gold Cup |

## Títols i premis

### Club
FC Augsburg
- 2. Bundesliga Runner-up (Promoció a la Bundesliga) (1): 2010–11

## Vida personal
El seu germà Ben ha estat campió europeu de Taekwondo.